# Castro Alves (kommun)
Castro Alves är en kommun i Brasilien.   Den ligger i delstaten Bahia, i den östra delen av landet, 1 000 km öster om huvudstaden Brasília. Antalet invånare är 25 419. Arean är 712 kvadratkilometer.
Terrängen i Castro Alves är platt åt nordost, men åt sydväst är den kuperad.
Följande samhällen finns i Castro Alves:
- Castro Alves

Omgivningarna runt Castro Alves är huvudsakligen savann. Runt Castro Alves är det glesbefolkat, med 18 invånare per kvadratkilometer.